# Sergio Galarza
Sergio Daniel Galarza Soliz (La Paz, 25 agosto 1975) è un ex calciatore boliviano, di ruolo portiere.